# Оліївка (Олександрійський район)
Олі́ївка — село в Україні, у Пантаївській селищній громаді Олександрійського району Кіровоградської області. Населення становить 114 осіб.

## Географія
На північно-східній околиці села балка Ведмежий Яр впадає у річку Інгулець.

## Населення
Згідно з переписом УРСР 1989 року чисельність наявного населення села становила 131 особа, з яких 45 чоловіків та 86 жінок.
За переписом населення України 2001 року в селі мешкало 115 осіб.

### Мова
Розподіл населення за рідною мовою за даними перепису 2001 року:
| Мова       | Відсоток |
| ---------- | -------- |
| українська | 97,37 %  |
| російська  | 2,63 %   |